# STS-51A
STS-51A — второй космический полёт МТКК «Дискавери», четырнадцатый полёт «Спейс шаттла».

Основная задача миссии – доставить на орбиту два спутника связи и вернуть с орбиты два других спутника связи. На орбиту были выведены спутники: канадский «Anik D2» и «Syncom IV-1». Спутники,  запущенные в ходе миссии STS-41B в начале 1984 года, но не попавшие на назначенные орбиты – «Palapa B-2» и «Westar-6» были возвращены на Землю. Операция по возвращению спутников была совершена впервые в истории.

## Экипаж
- Фредерик Хаук (2) — командир
- Дейвид Уокер (1) — пилот
- Джозеф Аллен (2) — специалист по программе полёта 1
- Анна Фишер (1) — специалист по программе полёта 2
- Дейл Гарднер (2) — специалист по программе полёта 3

## Описание полёта
Операции по захвату спутников предшествовали проводившаяся в мае 1984 года операция по их переводу на круговые орбиты высотой 1000 км и проводившаяся в октябре того же года операция по переводу их на орбиты высотой 360 км. Они проводились с помощью двигательных установок спутников, заодно сжигалось остающееся на них топливо, что облегчало будущие действия с ними. Во время полёта «Дискавери» STS-51A космический корабль сначала приблизился к спутнику «Palapa B-2» на расстояние 10 метров. Затем Аллен, во время совершаемого совместно с Гарднером 12 ноября с 13:25 выхода в открытый космос в «летающем кресле», приблизился к спутнику, состыковался с ним и доставил его к кораблю, где Фишер поймала спутник манипулятором корабля. Потом Аллен с Гарднером установили спутник в корабль. 
Во время второго выхода в открытый космос Аллена и Гарднера, проводившегося 14 ноября с 11:08 теперь уже Гарднер проводил со спутником «Westar-6» действия, подобные тем, которые Аллен производил со спутником «Palapa-B2».
В дальнейшем спутник «Westar-6» был продан Гонконгской AsiaSat и запущен 7 апреля 1990 года на китайском РН Чанчжэн-3 под именем «AsiaSat 1». «Palapa-B2» был запущен 13 апреля 1990 года на РН Дельта-2 6925-8 под именем «Palapa-B2R»

## Параметры полёта
- Вес:
  - Вес при старте: 119 441 кг
  - Вес при приземлении: 94 120 кг
  - Полезная нагрузка: 20 550 кг
- Перигей: 289 км
- Апогей: 297 км
- Наклонение: 28,4°
- Период обращения: 90,4 мин

### Выходы в открытый космос
- Аллен и Гарднер — Выход 1
- Выход 1 Начало: 12 ноября 1984 13:25 UTC
- Выход 1 Конец: 12 ноября 19:25 UTC
- Продолжительность: 6 часов, 00 минут

- Аллен и Гарднер — Выход 2
- Выход 2 Начало: 14 ноября, 1984 11:09 UTC
- Выход 2 Конец: 14 ноября, 1984 16:51 UTC
- Продолжительность: 5 часов, 42 минуты

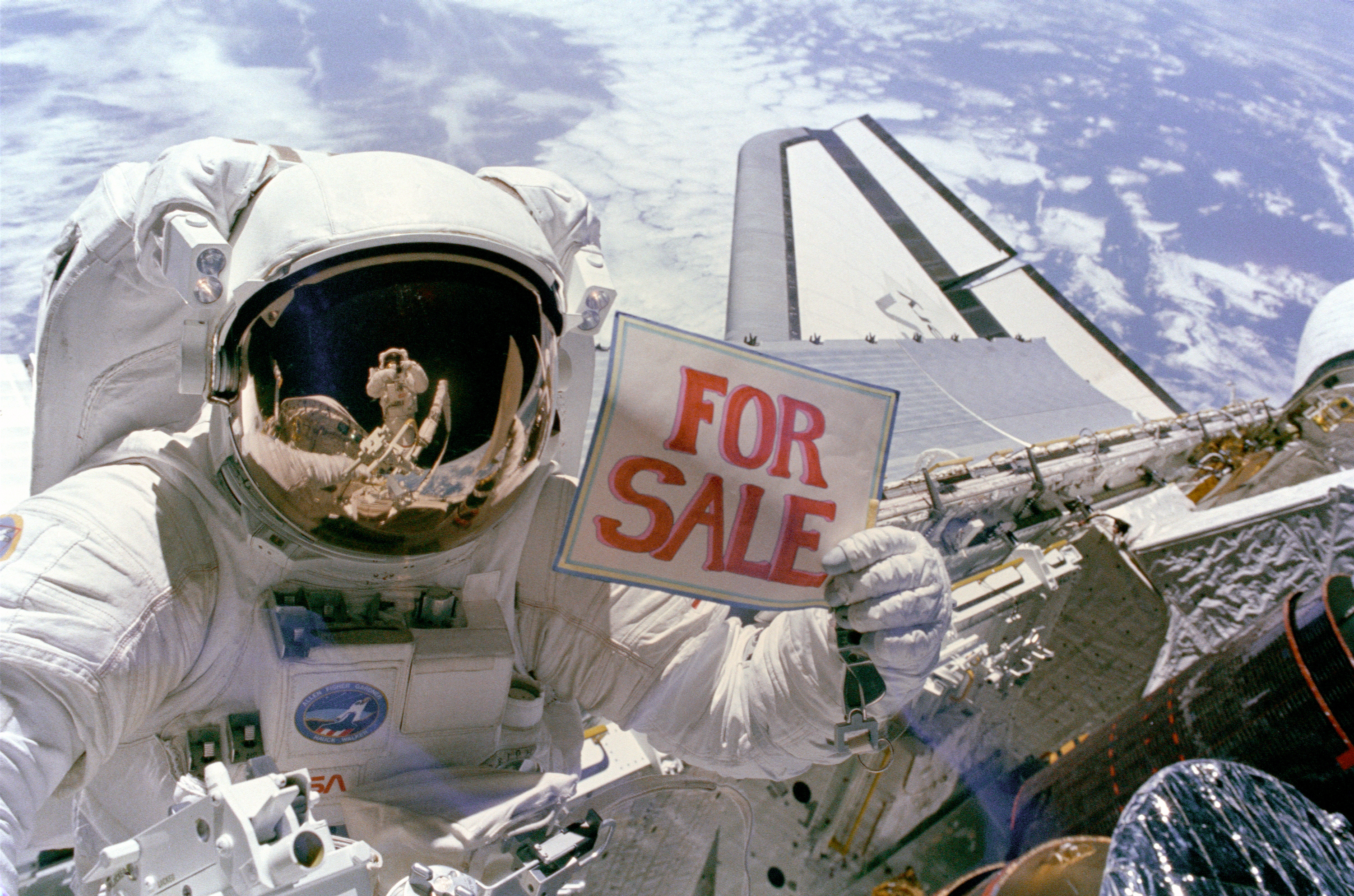
Гарднер держит в руке табличку «Продаётся», относящуюся к перехваченным спутникам Palapa B-2 и Westar 6